# سفارة السويد في المملكة المتحدة
سفارة السويد في المملكة المتحدة هي أرفع تمثيل دبلوماسي لدولة السويد لدى المملكة المتحدة. تقع السفارة في مدينة وستمنستر وهي تهدف لتعزيز المصالح السويدية في المملكة المتحدة.

## وصلات خارجية
- الموقع الرسمي
- قائمة سفارات السويد
- قائمة السفارات في المملكة المتحدة